# TVA Cup 1995
TVA Cup 1995 — тенісний турнір, що проходив на кортах з килимовим покриттям Aichi Prefectural Gymnasium у Нагої (Японія). Належав до турнірів 4-ї категорії в рамках Туру WTA 1995. Тривав з 12 до 17 вересня 1995 року.

## Переможниці та фіналістки

### Одиночний розряд
Лінда Вілд —  Сандра Клейнова 6–4, 6–2.
- Для Вілд це був 2-й титул за сезон і 6-й — за кар'єру.

### Парний розряд
Керрі-Енн Г'юз /  Крістін Редфорд —  Хіракі Ріка /  Сон Хі Пак 6–4, 6–4.
- Для Г'юз це був 1-й титул за рік і 2-й - за кар'єру. Для Редфорд це був 1-й титул за рік і 3-й — за кар'єру.